# Maria Chekhova
Maria Chekhova (geboren am 8. Juni 1963 in Moskau) ist eine russische Professorin an der Universität Erlangen-Nürnberg, Institut für Optik, Information und Photonik, Lehrstuhl für Experimentalphysik (Optik) (ehemals Gerd Leuchs) und Leiterin der Forschungsgruppe „Quantenstrahlung“ am Max-Planck-Institut für die Physik des Lichts.

## Leben
Maria Chekhova wurde am 8. Juni 1963 in Moskau geboren. Nach ihrem Physikstudium an der Lomonossow-Universität Moskau absolvierte sie 1986 einen Master in Physik. Anschließend arbeitete sie dort bis 2010 als Forscherin. Währenddessen erwarb sie im Dezember 1989 ihren Doktortitel im Bereich Physik und habilitierte mit der Arbeit „Polarisation und spektrale Eigenschaften von Biphotonen“.
Im November 2010 kam Chekhova als Forscherin ans Max-Planck-Institut für die Physik des Lichtes. Seit Dezember 2020 lehrt sie auch als Professorin an der Universitat Erlangen-Nürnberg am Lehrstuhl für Experimentalphysik (Optik) und unterrichtet u. a. die Vorlesungen "Modern Optics 3: Quantum Optics", "Polarization of Light in Classical, Nonlinear, and Quantum Optics" und "From Nonlinear Optics to Entanglement and Squeezing".
Im November 2021 wurde Chekhova zu einem "Optica Fellow 2022" für "bahnbrechende Beiträge zur Wissenschaft und Anwendung von Photonenpaaren und twin beams" gewählt.
Chekhova ist Mitglied in der amerikanischen Gesellschaft für Optik und in der Deutschen Physikalischen Gesellschaft.

## Forschungsgruppe „Quantenstrahlung“
Maria Chekhova leitet seit 2015 die eigenständige, unabhängige Forschungsgruppe für Quantenstrahlung innerhalb des Max-Planck-Instituts für die Physik des Lichts. Die Forschungsgruppe ging aus der 2009 gegründeten Abteilung Leuchs hervor. „Unser Forschungsfeld ist die Quantenoptik mit dem Fokus auf die Entwicklung von nichtklassischen (quanten) Lichtquellen“, beschreibt die Gruppe ihre Arbeit. Konkret führen die Forscher folgende Tätigkeiten durch:
- Generierung von Quantenlicht mittels Quantenpunkten, nichtlinearen Kristallen und photonischen Kristallfasern
- Messungen an diesen Lichtfeldern zu Photonenzahlkorrelationen sowie verschränkten und gequetschten Zuständen
- Anwendung dieser Lichtzustände in Problemen der Quanteninformation und photonischen Technologien

## Publikationen (Auszug)
- mit Paula Cutipa: Bright squeezed vacuum for two-photon spectroscopy: simultaneously high resolution in time and frequency, space and wavevector. Band 47, Nr. 3, 2022, S. 465–468, doi:10.1364/OL.448352.
- mit Andrei V. Rasputnyi, Denis A. Kopylov, Tatiana V. Murzina: Cascaded frequency up-conversion of bright squeezed vacuum: spectral and correlation properties. In: Optics Letters. Band 47, Nr. 4, 2022, S. 766–769, doi:10.1364/OL.448790.
- mit Frascella, Gaetano, Agne, Sascha, Khalili, Farid.Ya.: Overcoming detection loss and noise in squeezing-based optical sensing. In: npj Quantum Information. Band 7, 2021, 72, doi:10.1038/s41534-021-00407-0.
- mit Santiago Lopez-Huidobro, Markus Lippl, Nicolas Y. Joly: Fiber-based biphoton source with ultrabroad frequency tunability. In: Optics Letters. Band 46, Nr. 16, 2021, S. 4033–4036, doi:10.1364/OL.434434.
- mit Lemieux, Samuel, Giese, Enno, Fickler, Robert: Publisher Correction: A primary radiation standard based on quantum nonlinear optics. In: Nature Physics. Band 15, 2019, S. 869, doi:10.1038/s41567-019-0582-9.
- mit Sascha Agne: Was das Vakuum mit Monsterwellen zu tun hat. In: Forschungsbericht Max-Planck-Institut für die Physik des Lichts. 2018 ([=https://www.mpg.de/12627922/mpl_jb_20181?c=119539]).
- mit Angela M. Pérez, Kirill Yu Spasibko, Polina R. Sharapova, Olga V. Tikhonova, Gerd Leuchs: Giant narrowband twin-beam generation along the pump-energy propagation direction. In: Nature Communications. Band 6, 2015, 7707, doi:10.1038/ncomms2838.
- mit Förtsch, M., Fürst, J., Wittmann, C.: A versatile source of single photons for quantum information processing. In: Nature Communications. Band 4, 2013, 1818, doi:10.1038/ncomms2838.